# Uncharted: Zaginione dziedzictwo
Uncharted: Zaginione dziedzictwo (ang. Uncharted: The Lost Legacy) – przygodowa gra akcji przedstawiona z perspektywy trzeciej osoby, wyprodukowana przez studio Naughty Dog. Gra została wydana przez Sony Computer Entertainment 22 sierpnia 2017 w Ameryce Północnej i 23 sierpnia 2017 w Europie wyłącznie na konsolę PlayStation 4. Jest to samodzielny dodatek do czwartej części serii – Uncharted 4: Kres złodzieja. Uncharted: Zaginione dziedzictwo używa autorskiego silnika Naughty Dog Game Engine.

## Fabuła
Gra opowiada o wyprawie Chloe Frazer oraz Nadine Ross, które wyruszają w górskie rejony Indii w poszukiwaniu legendarnego artefaktu zwanego Kłem Ganeśi. Głównym przeciwnikiem bohaterek jest Asav, Hindus wcześniej służący rządowi Indii, a teraz przewodzący rebeliantom oraz zajmujący się poszukiwaniem skarbów.

## Rozgrywka
Rozgrywka w Uncharted: Zaginione dziedzictwo nie różni się znacząco od tej z poprzednich części serii. Nadal jest to przygodowa gra akcji przedstawiona z perspektywy trzeciej osoby. Jednakże w tej części gracz wciela się po raz pierwszy w podróżniczkę Chloe Frazer. W grze pojawiła się największa mapa w historii serii – osadzona w Ghatach Zachodnich, większa od etapu rozgrywającego się na wyspie Madagaskar, który obecny był w części czwartej. Chloe walczy za pomocą broni palnej, granatów bądź wręcz. Jest w stanie nosić jednocześnie jeden egzemplarz broni długiej i jeden krótkiej oraz cztery granaty. Frazer potrafi walczyć z kilkoma przeciwnikami naraz oraz używać do walki elementów otoczenia. W grze występuje system osłon. Z tej pozycji bohaterka może strzelać na oślep, tylko lekko się wychylając. Odpowiednio płaskie kamienie, ściany lub skrzynie mogą służyć za osłony. Gra korzysta z samoregenerującego się paska zdrowia – wraz z kolejnymi ranami ekran coraz bardziej blaknie, a po kilkunastu sekundach spokoju wraca do normy. W grze zawarto wiele zróżnicowanych zagadek, znajdziek, opcjonalnych walk, specjalnych dialogów, możliwość nagrywania informacji na temat zwiedzanych lokacji oraz zaimplementowano mechanikę otwierania zamków.

## Produkcja
Uncharted: Zaginione dziedzictwo zostało zapowiedziane w grudniu 2016 roku podczas wydarzenia PlayStation Experience. 20 lipca 2017 roku gra osiągnęła status gold, a tym samym prace nad grą zostały ukończone. Jej premiera odbyła się 22 sierpnia 2017 w Ameryce Północnej oraz 23 sierpnia w Europie.
W 2021 roku zapowiedziano, że w produkcji znajduje się Uncharted: Legacy of Thieves Collection, czyli pakiet gier Uncharted 4: Kres złodzieja i Uncharted: Zaginione dziedzictwo na konsolę PlayStation 5 oraz PC. Wersja na konsolę Sony zadebiutowała 28 stycznia 2022 roku, natomiast data premiery portu na komputery osobiste nie została ujawniona. Gry w wersji na PlayStation 5 zawierają trzy tryby działania: Fidelity Mode (4K i 30 kl./s), Performance Mode (60 kl./s) oraz Performance+ Mode (1080p i 120 kl./s), a także skrócone czasy ładowania, dźwięk przestrzenny oraz wykorzystują możliwości kontrolera DualSense. Port na komputery osobiste tworzony jest przez studio Iron Galaxy.

## Odbiór
Gra spotkała się z pozytywnymi reakcjami krytyków, uzyskując w agregatorze Metacritic średnią z ocen wynoszącą 84/100 punktów.